# اصل حسن ظن
در فلسفه و علوم بلاغی، اصل حسن ظن (به انگلیسی: Principle of charity) تلاشی است برای در نظر گرفتن معقول‌ترین و قابل دفاع‌ترین تعبیر ممکن از مدعای گوینده. به عبارتی دیگر تلاش برای بهترین تعبیر ممکن از سخن گوینده به شکلی که با منظور او یکی باشد. در واقع هدف از این اصل متدولوژیک پرهیز از نسبت دادن دروغ و مغالطه‌های منطقی به مدعای دیگری است تا وقتی که تعبیر عقلانی دیگری از آن مدعا وجود دارد.
برای مثال تصور کنید کسی در حال بلند کردن یک جعبه از روی زمین است و می‌گوید: «این جعبه یک تن وزن دارد». شنونده این سخن می‌تواند با توجه به معنی تحت الفظی کلمات، گوینده را به مغالطه و دروغ‌گویی متهم کند. درحالیکه بر اساس اصل حسن ظن باید به جای این برداشت، منظور گوینده را در نظر بگیرد که به احتمال بسیار زیاد اشاره به سنگینی جعبه دارد.
به گفتهٔ سیمون بلک‌برن (۱۹۹۴): «این مفسر را مجبور می‌کند حقیقت یا عقلانیت را در مدعا بیشینه کند.»
اصل هم‌دلی در سال ۱۹۵۸–۵۹ توسط نیل ال. ویلسون نام‌گذاری شد و ویلارد فان اورمان کواین و دانلد دیویدسن صورت‌بندی‌های مختلف این اصل را ارائه داده‌اند. دیویدسن گاهی آن را اصل سازگاری عقلانی نیز می‌خواند. او این اصل را بدین صورت جمع‌بندی می‌کند: «ما از طریق تفسیرآراء و افکار دیگران به روشی که به کم‌ترین تناقض ممکن بینجامد بیش‌ترین درک را از آن‌ها به دست می‌آوریم.» از سوی دیگر کواین این اصل را تلاشی برای فهم استدلال‌های منطقی می‌داند مخصوصاً زمانی که مطمئن نیستیم معنای سخن گوینده را کاملاً درک کرده‌ایم.
از زمان کواین و دیگران، فلاسفه دست‌کم چهار روایت مختلف از این اصل را ارائه داده‌اند.
1. دیگری از کلمات به شیوهٔ متداول استفاده می‌کند.
2. مدعای دیگری صحیح است.
3. شیوهٔ استدلال دیگری صحیح است.
4. دیگری سخن جالبی می‌گوید.

اصل انسانیت –که متممی برای اصل هم‌دلی است– می‌گوید هنگام تفسیر سخن دیگری باید فرض کنیم باورها و خواسته‌های او به نوعی با هم و با حقیقت پیوستگی دارند و «ما گزاره‌هایی را به گوینده نسبت می‌دهیم که اگر خودمان در آن شرایط می‌بودیم به کار می‌بردیم.»
اصل انسانیت در سال ۱۹۷۳ توسط ریچارد گرندی نام‌گذاری شد.